# Juan Benlloch i Vivó
Juan Baptista Benlloch i Vivó (29 de dezembro de 1864 - 14 de fevereiro de 1926) foi um cardeal espanhol da Igreja Católica Romana que serviu como arcebispo de Burgos de 1919 até sua morte, e foi elevado ao cardinalato em 1921.

## Biografia
Juan Baptista Benlloch i Vivó e sua irmã gêmea, Regina Baptista Benlloch i Vivó, nasceram em Valência , Espanha, em 29 de dezembro de 1864. Joan Benlloch i Vivó estudou em seu seminário e obteve seu doutorado em teologia e em direito canônico em outubro de 1887. Foi ordenado ao sacerdócio em 25 de fevereiro de 1888 e, em seguida, serviu como professor auxiliar no seminário e coadjutor de Valença em Almàssera , ensinando humanidades e metafísica . De 1893 a 1898, Benlloch foi pastor da paróquiade Santos Juan Evangelista y Bautista em Valência. Ele então lecionou no seminário de Segóvia , onde também foi chantre do capítulo da catedral , provisório e vigário geral (1899-1900), e vigário capitular (1900-1901).
Em 16 de dezembro de 1901, Benlloch foi nomeado Administrador Apostólico de Solsona e Bispo Titular de Hermópolis Maior . Ele recebeu sua consagração episcopal em 2 de fevereiro de 1902 do bispo Jaime Cardona y Tur , com os bispos José Cadena y Eleta e Salvador Castellote y Pinazo servindo como co-consagradores , em Madri . Benlloch mais tarde foi nomeado Bispo de Urgell em 6 de dezembro de 1906; nesta posição, ele também foi co-príncipe de Andorra e compôs o texto para o seu hino nacional . Seu mandato viu seu país entrarPrimeira Guerra Mundial ao lado dos Aliados , mas Andorra não foi incluída no Tratado de Versalhes e oficialmente permaneceu em estado de beligerância até 1957. Os Co-Príncipes de Andorra durante a liderança de Benlloch incluem Armand Fallières e Raymond Poincaré . [ citação necessário ]
Benlloch foi finalmente promovido a Arcebispo de Burgos em 7 de janeiro de 1919. O Papa Bento XV o criou como Cardeal Sacerdote de Santa Maria in Aracoeli no consistório de 7 de março de 1921. Benlloch foi um dos cardeais eleitores que participaram do conclave papal de 1922 , que selecionou Papa Pio XI . Serviu como enviado especial do governo espanhol às repúblicas latino-americanas de setembro de 1923 a janeiro de 1924. [ carece de fontes? ]
O Cardeal morreu em Madri aos 61 anos de idade. Ele está enterrado na Real Basílica da Virgem dos Desamparados em Valência, Espanha.